# Agatówka (Stalowa Wola)
Pour les articles homonymes, voir Agatówka.
Agatówka est une localité polonaise de la gmina de Zaleszany, située dans le powiat de Stalowa Wola en voïvodie des Basses-Carpates.